# 帕武洛-内尔弗里尼亚诺
帕武洛-内尔弗里尼亚诺，是意大利摩德纳省的一个市镇。总面积144.07平方公里，人口17284人，人口密度120.0人/平方公里（2009年）。ISTAT代码为036030。